# Tétraborate de sodium
Ne doit pas être confondu avec Borax.
Le tétraborate de sodium est un minéral de formule brute Na2B4O7. Il est aussi appelé tétraborate de sodium anhydre ou borate anhydre de disodium, parfois borax anhydre ou déshydraté. Il s'agit d'un solide cristallin, d'aspect vitreux, qu'il ne faut pas confondre avec le borax.

## Préparation
Chauffé à 450 °C, le borax (Na2B4O7•10H2O) se transforme en tétraborate anhydre, Na2B4O7. 

## Propriétés physico-chimiques
Le solide de structure vitreuse, de masse volumique 2,367 g/cm3, fond vers 741 °C. Il est modérément soluble dans l'eau, soit 1,3 g pour 100 g d'eau pure et 8,79 g pour 100 g à 40 °C. Il est insoluble dans l'alcool à 95°.
Placé dans une flamme, il colore la flamme en jaune à l'instar du sodium, mais aussi en vert (moins visible), à l'instar des autres dérivés du bore.
L'ion tétraborate est analogue à celui du borax, une fois mis en solution aqueuse.

## Usage
Le tétraborate de sodium est utilisé en taxidermie pour ses propriétés antiseptiques et tannantes, tout comme le « savon arsenical de Bécœur ».
Comme additif alimentaire, le tétraborate de sodium porte le numéro E285. Il est utilisé comme conservateur, exclusivement sur les œufs d'esturgeon (caviar), à la dose maximale de 4 g/kg. Il avait été autrefois proposé pour la conservation de la viande.